# Joo Yea-na
Joo Yea-na (ur. 2 maja 1990) – południowokoreańska siatkarka, reprezentantka kraju, grająca jako przyjmująca. Obecnie występuje w drużynie Heungkuk life Insurance.